# Idzi Zaliwski
Idzi Zaliwski herbu Junosza – poseł ziemi liwskiej na sejm 1582 roku.